# モハンマド・アシフ
モハンマド・アシフ（ウルドゥー語: محمد آصف 1982年12月20日-）は、パキスタンのクリケット選手。ポジションはボウラー。八百長をしたとして2011年2月5日に国際クリケット評議会は5年間アシフの出場を禁止した。